# Янгтумп
Янгтумп — река в России, протекает по территории Берёзовского района Ханты-Мансийского автономного округа. Устье реки находится в 49 км по правому берегу реки Иоутынья. Длина реки — 17 км.
В 1 км от устья по левому берегу реки впадает река Матум-Тахамтамья.
В 2,7 км от устья по правому берегу реки впадает река Атертумпья.

## Данные водного реестра
По данным государственного водного реестра России относится к Нижнеобскому бассейновому округу, водохозяйственный участок реки — Северная Сосьва, речной подбассейн реки — Северная Сосьва. Речной бассейн реки — (Нижняя) Обь от впадения Иртыша.